# Poštovní novinová služba
Poštovní novinová služba (PNS) byla z podnětu Ústředního výboru Komunistické strany Československa ustanovena usnesením vlády ze dne 25. července 1953. Distribuce tisku byla podle sovětského vzoru sjednocena a předána do resortu spojů, později přejmenovaného na resort pošt a telekomunikací. Rozšiřování tisku bylo přeneseno na pošty. Byl zaveden drobný prodej tisku prostřednictvím poštovních doručovatelů. Prioritu měl komunistický tisk.
Na úrovni krajů a okresů byla Poštovní novinová služba řízena příslušnými ředitelstvími spojů. V Praze a v Bratislavě vznikly samostatné městské správy PNS. V roce 1958 byly zřizeny okresní administrace Poštovní novinové služby, které měly na starost prodejny PNS a které organizačně spadaly pod příslušnou okresní správu spojů.
V roce 1963 vznikla samostatná spojová organizace s názvem PNS – Dovoz tisku, která spolupracovala s Hlavní správou tiskového dohledu, která byla v roce 1966 přejmenována na Ústřední publikační správu a po roce 1968 přejmenována na Federální úřad pro tisk a informace, který byl později rozdělen na Český úřad pro tisk a informace a Slovenský úrad pre tlač a informácie.
Samostatnou organizací byla též PNS – ústřední expedice tisku.
Federální ministerstvo spojů podle § 7 odst. 1 zákona č. 222/1946 Sb., o poště (poštovní zákon) vydalo vyhláškou federálního ministerstva spojů č. 135/1980 Sb. Řád poštovní novinové služby, který upravoval působnost orgánů a organizací spojů v poštovní novinové službě, rozšiřování tisku prostřednictvím poštovní novinové služby, prodej doplňkového zboží prostřednictvím poštovní novinové služby a práva i povinnosti spojů při provádění činností na úseku poštovní novinové služby a uživatelů poštovní novinové služby.
V § 2, odst. 1 této vyhlášky pak byla organizace Poštovní novinové služby nově definována takto:
Služby občanům i organizacím v rozsahu stanoveném Řádem poštovní novinové služby poskytují:
a) Poštovní novinová služba - ústřední expedice a dovoz tisku (dále jen "PNS-ústřední expedice a dovoz tisku"), podniková ředitelství v Praze a Bratislavě, prostřednictvím svých závodů v Praze, Brně, Ostravě, Bratislavě a Košicích;
b) krajská ředitelství spojů, Poštovní novinová služba-městská správa v Praze a Ředitelství pošt v Bratislavě prostřednictvím
1. okresních správ spojů a závodů Poštovní novinová služba-městská správa v Brně, Ostravě a Bratislavě,
2. administrací poštovní novinové služby,
3. středisek poštovní novinové služby,
4. předplatitelských středisek,
5. pošt,
6. prodejen poštovní novinové služby,
7. kolportérů,
8. kamelotů.
V roce 1992 byla Poštovní novinová služba privatizována a byla transformována do akciové společnosti s názvem První novinová společnost.